# Patrick Bürger
Patrick Bürger (Oberwart, 27 giugno 1987) è un calciatore austriaco, attaccante del Bad Tatzmannsdorf.

## Carriera

### Club
Esordisce il 19 marzo 2005, nella vittoria esterna 2-3 contro lo Sturm Graz.

### Nazionale
Nel 2012 ha giocato 2 partite con la nazionale austriaca.

## Palmarès

### Club

#### Competizioni nazionali
- Erste Liga: 1

Mattersburg: 2014-2015